# Colvillea racemosa
Colvillea racemosa é uma espécie de planta da família Leguminosae, nativa da ilha de Madagascar, com folhas bipenadas, com cerca de 90 centímetros de comprimento, muito vistosas com flores de cor vermelho-vivo e vagens sublenhosas, de cultivo bastante restrito.
Praticamente apenas pode ser encontrada na ilha de Madagáscar.